# Мутная (приток Цильмы)
Мутная — река в России, протекает по Республике Коми. Устье реки находится в 245 км по правому берегу реки Цильма. Длина реки составляет 84 км.

## Притоки
- 13 км: Паладинская Рассоха (лв)
- 43 км: река без названия (лв)
- 60 км: Малая Мутная (пр)

## Данные водного реестра
По данным государственного водного реестра России относится к Двинско-Печорскому бассейновому округу, водохозяйственный участок реки — Печора от водомерного поста Усть-Цильма и до устья, речной подбассейн реки — бассейны притоков Печоры ниже впадения Усы. Речной бассейн реки — Печора.
Код объекта в государственном водном реестре — 03050300212103000078915.